# 나카다 히로키
나카다 히로키(일본어: 中田 大貴, 1992년 11월 4일 ~ )는 일본의 축구 선수이다.

## 구단 경력
과거 카탈레 도야마, 반라우레 하치노헤에서 활동하였다.